# LI. Armeekorps (Wehrmacht)
Das LI. Armeekorps (51. Armeekorps) war ein Großverband der deutschen Wehrmacht während des Zweiten Weltkrieges. Er wurde im April 1941 auf dem Balkan und ab Juni 1941 bis zur Vernichtung im Kessel von Stalingrad im Februar 1943 an der Ostfront eingesetzt. Im August 1943 wurde ein völlig neu formiertes LI. Gebirgskorps aktiviert, das bis zum Kriegsende in Italien Verwendung fand.

## Geschichte

### Erste Formation 1941/43
Das Generalkommando LI. Armeekorps wurde am 25. November 1940 im Wehrkreis XVII (Wien) aufgestellt.
Während des Balkanfeldzuges (April 1941) der 2. Armee zugeordnet, waren dem Generalkommando neben der 101. leichten Division die 132. und 183. Infanterie-Division unterstellt. Der erste Angriff über die Grenze der Steiermark wurde in Richtung auf Marburg an der Drau geführt.
Das LI. Korps wurde während der Operation Barbarossa im Juli 1941 der 6. Armee der Heeresgruppe Süd zugeordnet. Mitte Juli an der Linie Toporischtsche—Sokolow in die Front eingeschoben, waren dem LI. Korps die 71., 262. und 296. Infanterie-Division unterstellt. Nordöstlich von Shitomir auf Radomyschl vorstoßend, hielten die unterstellten Truppen am Teterew-Abschnitt im nördlichen Brückenkopf von Malin starken sowjetischen Angriffen stand. Ende Juli waren dem Generalkommando neben der 98. auch die 111. und die 113. Infanterie-Division zugewiesen worden. Nach dem Überschreiten des Irpen wurde der Verband zum Angriff auf Kiew angesetzt, konnte die Stadt jedoch nicht im ersten Ansturm nehmen. Während der Schlacht um Kiew hielt das Korps einen östlichen Dnjepr-Brückenkopf bei Gornostaipol und überbrückte die Desna bei Oster. Nach schweren Kämpfen mit der sowjetischen 5. Armee (General Potapow) im Brückenkopf zwischen Dnjepr und Desna konnte das Korps nach dem Vordringen auf Borispol zusammen mit der Gruppe Kienitz (XVII. Armeekorps) bis Mitte September starke sowjetische Kräfte in Kiew einschließen. Der weitere Vormarsch in den Raum nördlich Charkow wurde bereits durch die herbstliche Schlammperiode behindert.
Anfang Dezember folgten schwere Abwehrkämpfe südöstlich von Charkow, wo das Korps im Winterkampf die Stadt Balakleja hielt und so den sowjetischen Durchbruch beiderseits Isjum entlang des Donez eindämmte. Die entstandene 100 km tiefe Frontausbuchtung wurde bis Mai 1942 in der Kesselschlacht von Charkow durch einen Gegenangriff des III. und XXXX. Panzerkorps von Norden und Süden her beseitigt. Anfang Mai übernahm General von Seydlitz das Kommando über das Korps, das aus der 44. und der 297. Infanterie-Division bestand.
Mit der deutschen Sommeroffensive (Fall Blau) am 28. Juni 1942 trat das Korps, kurzfristig der 1. Panzerarmee zugeordnet, aus dem Raum Kupjansk zum Angriff gegen den Oskol-Abschnitt an. Taktisch der Gruppe von Mackensen (Generalkommando III. mot. A.K.) unterstellt, waren dem jetzt verstärkten LI. Korps die 44., 62., 71., 297. und die 384. Infanterie-Division zugeteilt. Nach dem Erreichen des Aidar-Abschnittes wurde in Verfolgungsmärschen zum Donbogen bis 20. Juli Morosowskaja erreicht und entlang der Bahnlinie nach Kalatsch der Tschir-Abschnitt forciert. Am 26. Juli konnte das südlich des Tschir herankommende LI. Armeekorps mit der 71. Infanterie-Division den Don bei Nischne-Tschirskaja erreichten und mit der 297. Infanterie-Division den Tschir ostwärts der Liska-Mündung überschreiten. Bis zum 11. August wurde die Kesselschlacht bei Kalatsch im Verband der 6. Armee erfolgreich geschlagen. Beim folgenden Angriff auf Stalingrad koordinierte das Generalkommando LI. A.K. die Operationen während der Häuserkämpfe (Operation Hubertus), bei denen General von Seydlitz auch die 14. Panzer-Division zugewiesen wurde. Ab 19. November 1942 durchbrach die Rote Armee die Stellungen der westlicher am Don-Abschnitt stehenden rumänischen 3. Armee und schnitt die 6. Armee an der Wolga ab. Im Kessel waren dem an der Wolga haltenden LI. Korps die Kampfgruppen und Reste der 71., 79., 100., 295., 305. und 389. Infanterie-Division unterstellt. Anfang Februar 1943 gingen die Überlebenden und das gesamte Korpskommando im aufgespaltenen südlichen Kessel von Stalingrad in sowjetische Kriegsgefangenschaft.

### Zweite Formation 1943/45
Als Nachfolgeverband wurde am 25. August 1943 das Generalkommando LI. Gebirgs-Armeekorps in Wien neu aufgestellt. Kommandierender General wurde General der Gebirgstruppe Feurstein. Im Herbst 1943 wurde das Korps mit der Sicherung des oberitalienischen Raumes betraut. Ab Januar 1944 wurde es im Rahmen der 14. und zeitweilig auch im Verband der 10. Armee in der Schlacht von Monte Cassino eingesetzt. Die österreichische 44. Grenadier-Division (Generalleutnant von Franek) hielt am Monte Cassino und am Cairo-Massiv, die nördlicher folgende 5. Gebirgs-Division (Generalleutnant Ringel) hielt am Monte Santa Croce, auf der Höhe 1074 und am Monte Cifalco erfolgreich stand. Am 25. Januar 1944 versuchte die US-amerikanische 34th Infantry Division im neuerlichen Angriff am Rocca Janula durchzubrechen. Das Französische Corps unter General Juin griff gegen die deutschen Stellungen am Monte Belvedere an. Aufgrund der nicht nachlassenden alliierten Vorstöße, der katastrophalen eigenen Verluste und der sich verändernden militärischen Gesamtlage in Italien erteilte der Oberbefehlshaber Kesselring am 17. Mai 1944 Befehl, Monte Cassino aufzugeben.
Nach dem Fall der Cassino-Stellung folgten Rückzugskämpfe in Mittelitalien auf den nördlichen Apennin. Das Generalkommando führte die Abwehrkämpfe im Sieve-Tal, bei Firenzuola, im Raum Forlì, Florenz und im Serchio-Tal. Ebenso wurde das Generalkommando beim Rückzug über La Spezia an der ligurischen Küste eingesetzt. Der Gruppe Hauck, der Mitte April die 148. Infanterie-Division, die 114. Jäger-, 232. und 334. Infanterie-Division zugewiesen waren, bewerkstelligte in den letzten Kriegsmonaten den Rückzug über Carrara nach Castelnovo. Die Kapitulation erfolgte am 2. Mai 1945 nach dem Rückzug auf das nördliche Po-Ufer im Verband der 14. Armee (General Lemelsen) im Raum Brescia.

## Führung
Kommandierende Generale
- General der Infanterie Hans Wolfgang Reinhard, 25. November 1940 bis 8. Mai 1942
- General der Artillerie Walther von Seydlitz-Kurzbach, 8. Mai 1942 bis 31. Januar 1943 (nach Gefangennahme Mitglied des Nationalkomitee Freies Deutschland)[3]
- General der Gebirgstruppe Valentin Feurstein, 25. August 1943 bis Januar 1945
- General der Artillerie Friedrich Wilhelm Hauck, Januar 1945 bis Mai 1945

Chefs des Generalstabes
- Oberst i. G. Wilhelm Ochsner, 25. November 1940 bis 28. August 1941
- Oberst Hans Clausius, 28. August 1941 bis 18. Januar 1943
- Oberst Hans Georg Schmidt von Altenstadt, 15. August 1943 bis 25. Januar 1944
- Oberst Karl Heinrich Graf von Klinckowstroem, 25. Januar 1944 bis 25. Juli 1944
- Oberst Hermann Berlin, 25. Juli 1944 bis 15. September 1944
- Oberst Georg Gartmayr, 15. September 1944 bis 3. April 1945
- Oberstleutnant Gernot Nagel, 3. April 1945 bis Mai 1945